# ISO 3166-3
ISO 3166-3 es la tercera parte del estándar internacional de normalización ISO 3166, publicado por la Organización Internacional de Normalización (ISO), que define los cambios en los códigos de países que se han eliminado de la norma ISO 3166-1 desde su primera publicación en 1974. El nombre oficial del estándar es Códigos para la representación de nombres de países y sus subdivisiones - Parte 3: Códigos para nombres de países utilizados anteriormente, que fue publicado por primera vez en 1999.
La modificación o eliminación de códigos de la norma ISO 3166-1 puede deberse a los siguientes motivos:
- Fusión de países (p.ej. República Democrática de Alemania y República Federal de Alemania)
- División de países (p.ej. Checoslovaquia)
- Cambio de la parte principal de su nombre (p.ej. Myanmar)

Esos antiguos códigos se eliminan de ISO 3166-1 y se añaden en ISO 3166-3.
ISO 3166-3 usa códigos alfabéticos de cuatro caracteres. Los primeros dos caracteres corresponden a código ISO 3166-1 alfa-2 eliminado, mientras que los dos últimos son el código ISO 3166-1 alfa-2 que lo reemplaza, el del país que lo absorbe, o el código especial HH para indicar que no hay un único código "sucesor".

## Códigos actuales
La siguiente lista muestra los actuales códigos ISO 3166-3, con las siguientes columnas:
- Antiguo nombre del país: Nombre oficial utilizado por la ISO 3166
- Códigos Antiguos: Antiguos códigos ISO 3166-1 alpha-2, alpha-3 y numérico
- Período de vigencia: Años en los cuales los códigos estuvieron asignados
- Código ISO 3166-3: Código de cuatro letras asignado por el nombre antiguo del país
- Nuevo nombre y códigos de país: País sucesor y sus códigos ISO 3166-1

| Antiguo nombre del país                              | Códigos Antiguos | Período de vigencia | Código ISO 3166-3 | Nuevo nombre y códigos de país |
| ---------------------------------------------------- | ---------------- | ------------------- | ----------------- | --- |
| Alto Volta                                           | HV, HVO, 854     | 1974–1984           | HVBF              | Nombre cambiado a Burkina Faso (BF, BFA, 854) |
| Antillas Neerlandesas                                | AN, ANT, 530     | 1974–2010           | ANHH              | Divididas en: Bonaire, San Eustaquio y Saba (BQ, BES, 535) Curaçao (CW, CUW, 531) Sint Maarten (parte neerlandesa) (SX, SXM, 534) |
| Bielorrusia, RSS                                     | BY, BYS, 112     | 1974–1992           | BYAA              | Nombre cambiado a Belarús (BY, BLR, 112) |
| Birmania                                             | BU, BUR, 104     | 1974–1989           | BUMM              | Nombre cambiado a Myanmar (MM, MMR, 104) |
| Checoslovaquia                                       | CS, CSK, 200     | 1974–1993           | CSHH              | Dividida en: República Checa (CZ, CZE, 203) Eslovaquia (SK, SVK, 703) |
| Dahomey                                              | DY, DHY, 204     | 1974–1977           | DYBJ              | Nombre cambiado a Benín (BJ, BEN, 204) |
| Estados Unidos, Diversas Islas del Pacífico de los   | PU, PUS, 849     | 1974–1986           | PUUM              | Incluidas dentro de Islas Ultramarinas Menores de Estados Unidos (UM, UMI, 581) |
| Francia metropolitana                                | FX, FXX, 249     | 1993–1997           | FXFR              | Incluida dentro de Francia (FR, FRA, 250) |
| Isla Johnston                                        | JT, JTN, 396     | 1974–1986           | JTUM              | Incluida dentro de Islas Ultramarinas Menores de Estados Unidos (UM, UMI, 581) |
| Isla Wake                                            | WK, WAK, 872     | 1974–1986           | WKUM              | Incluida dentro de Islas Ultramarinas Menores de Estados Unidos (UM, UMI, 581) |
| Islas Canton y Enderbury                             | CT, CTE, 128     | 1974–1984           | CTKI              | Incluidas dentro de Kiribati (KI, KIR, 296) |
| Islas del Pacífico, Territorio en Fideicomiso de las | PC, PCI, 582     | 1974–1986           | PCHH              | Dividido en: Islas Marshall (MH, MHL, 584) Micronesia, Estados Federados de (FM, FSM, 583) Islas Marianas del Norte (MP, MNP, 580) Palaos (PW, PLW, 585) |
| Islas Gilbert y Ellice                               | GE, GEL, 296     | 1974–1979           | GEHH              | Divididas en: Kiribati (KI, KIR, 296) Tuvalu (TV, TUV, 798) |
| Islas Midway                                         | MI, MID, 488     | 1974–1986           | MIUM              | Incluidas dentro de Islas Ultramarinas Menores de Estados Unidos (UM, UMI, 581) |
| Nuevas Hébridas                                      | NH, NHB, 548     | 1974–1980           | NHVU              | Nombre cambiado a Vanuatu (VU, VUT, 548) |
| República Democrática Alemana                        | DD, DDR, 278     | 1974–1990           | DDDE              | Incluida dentro de Alemania (DE, DEU, 276) |
| Rodesia del Sur                                      | RH, RHO, 716     | 1974–1980           | RHZW              | Nombre cambiado a Zimbabue (ZW, ZWE, 716) |
| Serbia y Montenegro                                  | CS, SCG, 891     | 2003–2006           | CSXX              | Dividido en: Montenegro (ME, MNE, 499) Serbia (RS, SRB, 688) |
| Sikkim                                               | SK, SKM, 698     | 1974–1975           | SKIN              | Incluida dentro de India (IN, IND, 356) |
| Territorio Antártico Británico                       | BQ, ATB, 080     | 1974–1979           | BQAQ              | Incluido dentro de la Antártida (AQ, ATA, 010) |
| Territorio Francés de los Afars y de los Issas       | AI, AFI, 262     | 1974–1977           | AIDJ              | Nombre cambiado a Yibuti (DJ, DJI, 262) |
| Tierra de la Reina Maud                              | NQ, ATN, 216     | 1974–1983           | NQAQ              | Incluida dentro de la Antártida (AQ, ATA, 010) |
| Tierras Australes y Antárticas Francesas             | FQ, ATF, 260     | 1974–1979           | FQHH              | Divididas en: Parte de la Antártida (AQ, ATA, 010) (p.e., Tierra Adelia) Tierras Australes Francesas (TF, ATF, 260) |
| Timor Oriental                                       | TP, TMP, 626     | 1974–2002           | TPTL              | Nombre cambiado a Timor-Leste (TL, TLS, 626) |
| URSS                                                 | SU, SUN, 810     | 1974–1992           | SUHH              | Dividida en: Armenia (AM, ARM, 051) Azerbaiyán (AZ, AZE, 031) Estonia (EE, EST, 233) Georgia (GE, GEO, 268) Kazajistán (KZ, KAZ, 398) Kirguistán (KG, KGZ, 417) Letonia (LV, LVA, 428) Lituania (LT, LTU, 440) Moldova, República de (MD, MDA, 498) Rusia, Federación de (RU, RUS, 643) Tayikistán (TJ, TJK, 762) Turkmenistán (TM, TKM, 795) Uzbekistán (UZ, UZB, 860) |
| Viet-Nam, República Democrática de                   | VD, VDR, 704     | 1974–1977           | VDVN              | Incluida dentro de Viet Nam (VN, VNM, 704) |
| Yemen Democrático                                    | YD, YMD, 720     | 1974–1990           | YDYE              | Incluido dentro de Yemen (YE, YEM, 887) |
| Yugoslavia                                           | YU, YUG, 891     | 1974–2003           | YUCS              | Nombre cambiado a Serbia y Montenegro (CS, SCG, 891) |
| Zaire                                                | ZR, ZAR, 180     | 1974–1997           | ZRCD              | Nombre cambiado a Congo, La República Democrática del (CD, COD, 180) |
| Zona del Canal de Panamá                             | PZ, PCZ, 594     | 1974–1980           | PZPA              | Incluida dentro de Panamá (PA, PAN, 591) |
| Zona neutral                                         | NT, NTZ, 536     | 1974–1993           | NTHH              | Dividida en: Parte de Irak (IQ, IRQ, 368) Parte de Arabia Saudita (SA, SAU, 682) |

Notas
1. ↑  El código numérico ISO 3166-1 de las Antillas Neerlandesas cambió de 532 a 530 después de que Aruba se escindiera en 1986.
2. ↑  El periodo de vigencia fue corregido de 1974-2011 a 1974-2010 con una actualización de la ISO 3166-3.
3. ↑  Inicialmente el código ISO 3166-3 CSHH fue asignado para representar Serbia y Montenegro, a pesar de que ya había sido asignado para representar a Checoslovaquia. La ISO 3166/MA posteriormente rectificó el problema acordando asignar el código ISO 3166-3 CSXX para representar Serbia y Montenegro.
4. ↑  Timor Oriental estaba incluida en ISO 3166-1 bajo el nombre de Timor portugués de 1974 a 1977.
5. ↑  A pesar de ser parte de la URSS, Bielorrusia (entonces República Socialista Soviética de Bielorrusia) y Ucrania (entonces República Socialista Soviética de Ucrania) ya tenían su propio código ISO 3166-1 debido a que son miembros de la ONU desde 1945.
6. ↑  El código numérico ISO 3166-1 de Yugoslavia fue cambiado de 890 (por la República Federal Socialista de Yugoslavia) a 891 (por la República Federal de Yugoslavia) en 1993.